# Valdemarsvik (commune)
La commune de Valdemarsvik est une commune suédoise du comté d'Östergötland. 8 122 personnes y vivent. Son siège se situe à Valdemarsvik.

## Localités
- Gusum
- Ringarum
- Valdemarsvik